# Aleksander Grzybkowski
Aleksander Grzybkowski (ur. 24 lutego 1888 w Kraśnicy, zm. 2 lipca 1940 w Piotrkowie Trybunalskim) – poseł na Sejm V kadencji II RP.

## Życiorys
Był synem Władysława Grzybkowskiego i Marianny Grzybkowskiej (z d. Nurczyńskiej). Z zawodu był kowalem, tak jak jego ojciec. W czasie I wojny światowej służył w armii rosyjskiej. W latach 1930–1940 był wójtem gminy Opoczno. 6 listopada 1938 został wybrany posłem na Sejm V kadencji II RP z okręgu nr 31 (Końskie) z ramienia OZN. Został aresztowany przez gestapo i zamordowany w Piotrkowie Trybunalskim. Szczątki zostały przewiezione i spoczywają w zbiorowej mogile na cmentarzu w Kraśnicy.

## Odznaczenia
- Brązowy Krzyż Zasługi